# Veli Repavac
Veli Repavac är ett berg i Kroatien. Det ligger i länet Istrien, i den västra delen av landet, 170 km väster om huvudstaden Zagreb. Toppen på Veli Repavac är 492 meter över havet.